# Točka obrata
Točka obrata (tudi spinoda) je singularna točka krivulje. Točke obrata so lokalne singularnosti, ki na krivulji ne nastanejo zaradi sekanja samega sebe.
Na ravninskih krivuljah so vse točke obrata difeomorfne z enim od naslednjih izrazov:
{\displaystyle x^{2}-y^{2k+1}=0\!\,,}
kjer je k ≥ 1 celo število.

## Zgledi
- Navadna točka obrata je dana z x2 − y3 =  0.
- Ramfoidna točka obrata je dana z x2 – y5 = 0.

To pa je ničelna nivojska  množica, ki pripada singularnosti tipa A4. Te vrste točk obrata ne povzročajo kavstik in valovnih čel. Ramfoidne točke obrata niso difeomorfne.